# Fuerte Llaima
Fuerte Llaima era un fortín, actualmente desaparecido, establecido por el Ejército de Chile en las cercanías del Volcán Llaima, en enero de 1883, durante la campaña militar definitiva contra los mapuches, conocida como la Ocupación de la Araucanía. 
Fue fundado por el comandante Martín Drouilly, quien había partido desde Los Ángeles, al mando de una columna de escuadrones cívicos, con el propósito de incursionar en las tierras de los pehuenches, en el Alto Biobío y Lonquimay, enviando correos para que, cruzando la cordillera, tomaran contacto con las tropas argentinas que realizaban una campaña análoga a la chilena (la Conquista del Desierto).
Esta expedición estaba coordinada con otra que, simultáneamente, realizaba más al sur el coronel Gregorio Urrutia, abocado a la refundación de Villarrica. 
Drouilly, después de fundar dos fuertes (Lonquimay y Lincura) con el fin de controlar los pasos cordilleranos, estableció el Fuerte Llaima, dejando de guarnición un destacamento de caballería. Después continuaría con la fundación del fuerte Maichi, más al sur. 
El fuerte se habría ubicado en las vecidades del río Allipén, entre Cunco y Melipeuco (al SO del volcán), según algunas fuentes. Según otras, posiblemente más creíbles, habría estado en el curso superior del río Huichahue, al interior de Vilcún y Cherquenco (al O del volcán). 
Siguiendo el consejo de los mapuches comarcanos, fue trasladado 2 leguas (4 a 6 kilómetros) desde su fundación original hasta una altiplanicie, durante la gran erupción de 1887.